# Eduard Thelen
Eduard Thelen   (Colònia, 7 de juliol de 1946) és un jugador d'hoquei sobre herba alemany, ja retirat, que va competir sota bandera de la República Federal Alemanya durant les dècades de 1960 i 1970.
El 1972 va prendre part en els Jocs Olímpics d'Estiu de Munic, on va guanyar la medalla d'or en la competició d'hoquei sobre herba. Entre 1969 i 1972 va disputar 38 partits amb la selecció alemanya.
A nivell de clubs va jugar al Rot-Weiß Köln, amb qui guanyà la lliga d'Alemanya Occidental de 1972, 1973 i 1974.